# Xanthorhoe episema
Xanthorhoe episema är en fjärilsart som beskrevs av Louis Beethoven Prout 1939. Xanthorhoe episema ingår i släktet Xanthorhoe och familjen mätare. Inga underarter finns listade i Catalogue of Life.